# Skapce
Skapce är en ort i Tjeckien.   Den ligger i regionen Plzeň, i den västra delen av landet, 110 km väster om huvudstaden Prag. Skapce ligger 498 meter över havet och antalet invånare är 117.
Terrängen runt Skapce är huvudsakligen platt. Skapce ligger uppe på en höjd. Runt Skapce är det glesbefolkat, med 19 invånare per kvadratkilometer. Närmaste större samhälle är Stříbro, 11,0 km norr om Skapce. Trakten runt Skapce består till största delen av jordbruksmark.